# ۱۱۵۶ (قمری)
۱۱۵۶ (قمری)، هزار و صد و پنجاه و ششمین سال در گاهشماری هجری قمری است. اول محرم این سال برابر با بیست و پنجم فوریه سال ۱۷۴۳ میلادی است.